# Винстон-Сејлем
Винстон-Сејлем (енгл. Winston-Salem) град је у округу Форсит, Северна Каролина, САД. Винстон-Сејлем је седиште округа Форсит, а према попису из 2010. имао је 229.617 становника, што га чини четвртим по величини градом у Северној Каролини (иза Шарлота, Ралија и Гринсбороа).
Град је настао спајањем некадашњих градова Винстон и Сејлем, а ново име званично је добио 1913.

## Географија
Винстон-Сејлем се налази на надморској висини од 300 m.

## Демографија
По попису из 2010. године број становника је 229.617, што је 43.841 (23,6%) становника више него 2000. године.
|                   | 2010.            | 2000.            |
| Укупно            | 229 617 (100,0%) | 185 776 (100,0%) |
| Белци             | 108 222 (47,13%) | 97 420 (52,44%)  |
| Афроамериканци    | 79 598 (34,67%)  | 68 924 (37,10%)  |
| Хиспаноамериканци | 33 753 (14,70%)  | 16 043 (8,636%)  |
| Азијати           | 4 581 (1,995%)   | 2 108 (1,135%)   |
| Остали            | 3 463 (1,508%)   | 1 281 (0,690%)   |

## Партнерски градови
- Кумаси
- Унгени
- Насау
- Шангај